# Исменецкое сельское поселение
Исменецкое сельское поселение — муниципальное образование (сельское поселение) в составе Звениговского района Марий Эл Российской Федерации.
Административный центр поселения — село Исменцы.

## История
Статус и границы сельского поселения установлены Законом Республики Марий Эл от 18 июня 2004 года № 15-З «О статусе, границах и составе муниципальных районов, городских округов в Республике Марий Эл».

## Население
| 2010  | 2011  | 2012  | 2013  | 2014  | 2015  | 2016  |
| ----- | ----- | ----- | ----- | ----- | ----- | ----- |
| 1895  | ↘1889 | ↘1863 | ↘1812 | ↗1828 | ↘1787 | ↘1778 |
| 2017  | 2018  | 2019  | 2020  | 2021  | 2023  |       |
| ↗1786 | ↗1795 | ↘1767 | ↘1729 | ↗1770 | ↗1772 |       |

## Состав поселения
В состав сельского поселения входят 5 населённых пунктов:
| № | Населённый пункт | Тип населённого пункта | Население |
| - | ---------------- | ---------------------- | --------- |
| 1 | Исменцы          | село                   | ↘1194     |
| 2 | Кукшенеры        | деревня                | ↘131      |
| 3 | Мари-Луговая     | деревня                | ↘228      |
| 4 | Мари-Отары       | деревня                | ↗262      |
| 5 | Степанкино       | деревня                | ↘80       |

## Известные уроженцы
- Охотин, Родион Артемьевич (1907—1972) — один из организаторов советского партизанского движения во время Великой Отечественной войны.